# Ernst Křenek
Ernst Křenek (ur. 23 sierpnia 1900 w Wiedniu, zm. 22 grudnia 1991 w Palm Springs) – austriacki kompozytor, pedagog i publicysta czeskiego pochodzenia. 
Jego nazwisko często pisane jest też jako Krenek (na co zresztą sam zawsze nalegał dla odróżnienia od czeskiej pisowni nazwiska jego ojca). Komponował w wielu stylach modernizmu, m.in. muzykę atonalną i dodekafoniczną. Napisał wiele książek, w tym Muzyka tu i teraz (1939) czy studium o twórczości Johannesa Ockeghema (1953).

## Życie i twórczość
Studia kompozytorskie rozpoczął w 1916 u Franza Schrekera w Staatsakademie für Musik w Wiedniu. Potem studiował w Berlinie, gdzie poznał Busoniego i Scherchena. Podczas pierwszej wojny światowej, Křenek został wcielony do armii Austro-Węgier, ale stacjonował w Wiedniu co pozwoliło mu na kontynuację studiów muzycznych. W 1922 poznał córkę Mahlera, Annę i jej matkę Almę, które poprosiły Křenka o dokończenie ostatniej, dziesiątej, symfonii Gustava. Křenek pomógł w edycji pierwszej i trzeciej części. W 1924 poślubił Annę i rozwiódł się z nią przed pierwszą rocznicą ślubu. 

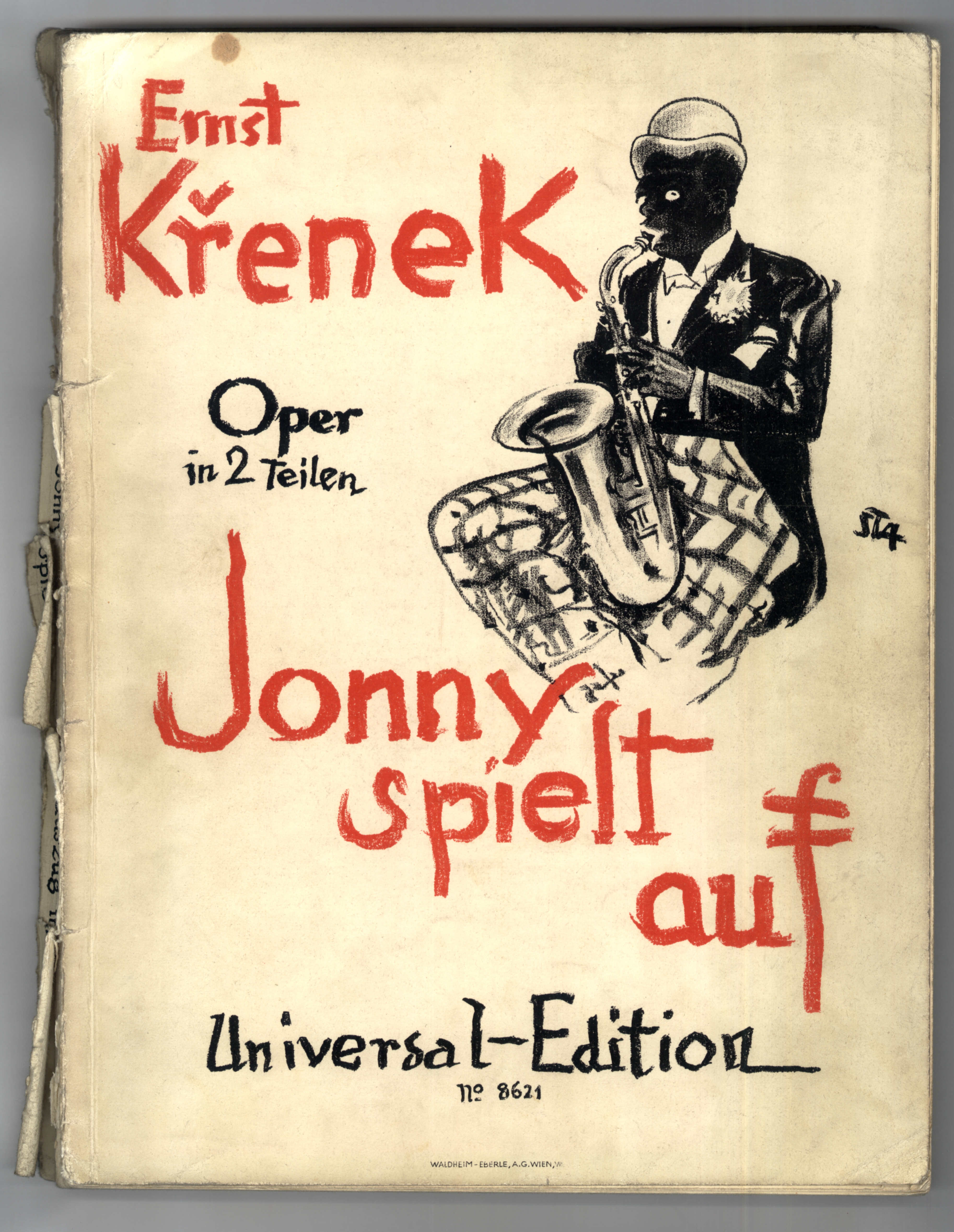
Jonny spielt auf – tytułowa strona (pierwsze wydanie z 1926)

Był też czynnym dziennikarzem i pisarzem muzycznym. Po 1933 jego artykuły przestano publikować, a muzyka stała się celem ataków niemieckiej partii nazistowskiej. Kiedy naziści doszli do pełni władzy napisana przez Křenka muzyka do Triumph der Empfindskameit Goethego została odrzucona w Mannheim. W tym samym czasie Opera Wiedeńska w ostatniej chwili odwołała premierę zamówionej u niego opery Karol V. Z kolei jazzowe inspiracje w Jonny spielt auf sprawiły, że opera ta znalazła się w 1938 na monachijskiej wystawie „sztuki zdegenerowanej”. 
Sytuacja ta zmusiła go do wyjazdu do Stanów Zjednoczonych, gdzie wykładał muzykę na wielu uniwersytetach, m.in. w Hamline University w Saint Paul w Minnesocie (1942–1947). Obywatelstwo USA przyjął w 1945 roku. Jego studentami byli m.in. Milton Barnes, Lorne Betts, Samuel Dolin, Robert Erickson, Halim El-Dabh, Richard Maxfield, Will Ogdon i George Perle.

## Twórczość
Styl muzyczny Křenka łączy w sobie różnorodność wielu współczesnych mu stylów. Pierwsze prace cechował idiom późnoromantyczny, wskazujący wpływ jego nauczyciela Franza Schrekera. Później zaadaptował atonalność. Wizyta w Paryżu w 1924, podczas której zapoznał się z pracami Igora Strawińskiego oraz "Grupy sześciu” zachęciła go z kolei do zaadaptowania stylu neoklasycznego.
Jego opera Jonny spielt auf (1926), z wpływami jazzu odniosła wielki sukces i grywana była w całej Europie. Mimo protestów partii nazistowskiej, stała się tak popularna, że nawet papierosy austriackie – do dziś sprzedawane – zostały nazwane „Jonny”. 
Na początku lat 30. zaczął pisać w stylu neoromantycznym, obierając za źródło inspiracji muzykę Schuberta, a potem tworzył także muzykę dodekafoniczną, w której stworzył operę Karol V (1931–1933). W swoich Lamentacjach Jeremiasza (1941–1942) połączył technikę dodekafoniczną z XVI-wieczną techniką modalnego kontrapunktu. Komponował też muzykę elektroniczną i aleatoryczną.

## Odznaczenia
- 1960 – Wielka Srebrna Odznaka Honorowa za Zasługi dla Republiki Austrii (Austria)[1]
- 1965 – Wielki Krzyż Zasługi Orderu Zasługi Republiki Federalnej Niemiec (RFN)[1]
- 1975 – Odznaka Honorowa za Naukę i Sztukę (Austria)[1]